# Melchior Franck
Melchior Franck (Zittau, Saxònia, c. 1579 - Coburg, Baviera, 1 de juny de 1639) fou un compositor alemany.
Franck era fill d'un pintor i, possiblement, el germà menor del compositor Johannes Franck, que publicà una sèrie de Melodiarum sacrarum Cantiones a Augsburg el 1600. Se'n sap poc de les primeries de la vida de Melchior. El trobem en el cor de l'església de Santa Anna a Augsburg el 1600.
L'any següent fou a Nuremberg i el 1602 aconseguí el càrrec de mestre de capella. Fou un excel·lent contrapuntista, interessat per la música vocal tant sagrada com secular i va exercir una considerable influència sobre els seus contemporanis. Estava especialment preocupat per l'educació musical i publicà moltes col·leccions de música destinats a fins pedagògics.
Quan estava a Nuremberg entrà en contacte amb Hans Leo Hassler, que influí en gran manera en ell. Hassler havia heretat del seu mestre Orlando di Lasso el seu estil de composició i el motet, havia begut l'estil antifonari venecià dels dels germans Andrea Gabrieli i Giovanni Gabrieli mentre estudiava amb ells a Venècia.
Després de residir cert temps a Nuremberg, el 1603 va ser nomenat mestre de capella del duc Joan Casimir de Coburg. S'havia casat 1607. Franck és una de les personalitats musicals més interessants d'Alemanya en la primera meitat del segle xvii, especialment en la música profana, havent contribuït a la creació de noves formes, i sent les seves composicions un excel·lent exemple d'emprar la polifonia.

## Obra
La música de Franck és consistent i expressiva, malgrat que conservador i simple tot sovint. És possible que aquesta simplicitat és el que garantisca la popularitat de les seves obres. Malgrat que la música està en un estil més antic, és encantadora i bella. Franck és un important i prolífic compositor de la seva generació juntament amb Heinrich Schütz, Johann Hermann Schein i Samuel Scheidt.
Dotat d'aquesta fecunditat extraordinària, resten, malgrat tot, molt poques de les seves obres, i encara d'aquestes, forces d'incompletes.
- Melodia sacrae, 3 parts, de 3 a 12 veus (1601-07)
- Contrapuncti compositi, cants religiosos a 4 veus (1602)
- Farrago, cançons profanes, a 6 veus (1603)
- Neue Paduanen, Galliarden, etc., de 4 a 6 veus (1603)
- Opusculum etlicher newer und alter Reuterliedlein, a 4 veus (1603)
- Quodlibets, (1603-1615)
- Musikalische Bergreyen, a 4 veus (1604)
- Deutsche weltliche Gesänge und Täntze, de 4 a 8 veus (1604-1605)
- Newes Echo, a 8 veus (1608)
- Neus Musikalische Intraden, a 8 veus (1608)
- Psalm 121, a 4 veus (1608)
- Geistliche Gesänge und Melodien, de 5 a 8 veus (1608-11)
- Flors musicals, de 4 a 8 veus (1610)
- Tricinia nova, (1611)
- Sech deutsche Konzerte, (1611)
- Suspiria musica, a 4 veus (1612)
- Viridarium musicum, de 4 a 10 veus (1613)
- Recreationes musicae, de 4 a 5 veus (1614)
- Threnodiae Davidicae, a 6 veus (1615).
- Deliciaes amoris, a 6 veus (1615).
- Geistlicher musikalischer Lustgarten, de 4 a 9 veus (1615)
- Teuteches musikalisches fröhliches konvivium, de 4 a 8 veus (1621)
- Laudes dei vespertinae, de 4 a 8 veus (1622).
- Newes liebliches musikalisches Lustgärtlein, de 5 a 8 veus (1623)
- Gemmulae evangeliorum musicae, a 4 veus (1623-24)
- Teutschelustige musikalische Täntz, (1624)
- Newes musikalisches Opusculum, a 5 veus (1624)
- Deliciae convicales, de 4 a 6 veus (1627)
- Rosetulum musicum, concerts de 4 6 veus (1628)
- Evangelium paradisiacum, a 5 veus (1628)
- Cithara ecclesiastica et scholastica, a 4 veus (1628)
- Sacri convivii musica sacra, de 4 a 6 veus (1628)
- Votiva columbae Sioniae suspiria, (1629)
- Prophetia evangelica, a 4 veus (1629)
- Dulces mundani exilii delicae, d'1 a 8 veus (1631)
- Paradisus musicus, a 4 veus (1636).